# Paw Paw (Míchigan)
Paw Paw es una villa ubicada en el condado de Van Buren en el estado estadounidense de Míchigan. Es sede del condado de Van Buren. En el Censo de 2010 tenía una población de 3534 habitantes y una densidad poblacional de 471,98 personas por km².

## Geografía
Paw Paw se encuentra ubicada en las coordenadas 42°12′51″N 85°53′32″O / 42.21417, -85.89222. Según la Oficina del Censo de los Estados Unidos, Paw Paw tiene una superficie total de 7.49 km², de la cual 6.91 km² corresponden a tierra firme y (7.68%) 0.57 km² es agua.

## Demografía
Según el censo de 2010, había 3534 personas residiendo en Paw Paw. La densidad de población era de 471,98 hab./km². De los 3534 habitantes, Paw Paw estaba compuesto por el 92.3% blancos, el 2.26% eran afroamericanos, el 0.17% eran amerindios, el 0.37% eran asiáticos, el 0% eran isleños del Pacífico, el 2.15% eran de otras razas y el 2.74% pertenecían a dos o más razas. Del total de la población el 5.89% eran hispanos o latinos de cualquier raza.